# Solsona (Filippine)
Solsona è una municipalità di quarta classe delle Filippine, situata nella Provincia di Ilocos Norte, nella Regione di Ilocos.
Solsona è formata da 22 baranggay:
- Aguitap
- Bagbag
- Bagbago
- Barcelona
- Bubuos
- Capurictan
- Catangraran
- Darasdas
- Juan (Pob.)
- Laureta (Pob.)
- Lipay

- Maananteng
- Manalpac
- Mariquet
- Nagpatpatan
- Nalasin
- Puttao
- San Juan
- San Julian
- Santa Ana
- Santiago
- Talugtog